# Palazzo Pasqui
Palazzo Pasqui si trova a Firenze, tra via Bufalini e via dei Servi.

## Storia
Le vicende del palazzo sono così riassunte da Federico Fantozzi nella sua Pianta geometrica della città di Firenze del 1843: "Fu già questa l'abitazione della cospicua ed antichissima famiglia dei Del Palagio. L'epoca della sua fabbricazione deve risalire circa il 1300, a giudicarne dallo stile architettonico e dall'esser noto che nel 1427 la famiglia dei Del Palagio si era molto diramata. Tre botteghe di questa casa, due delle quali corrispondenti sulla via dei Servi ed una sul Castellaccio, servivano nel 1480 e 1498 allo scultore ed architetto Benedetto da Maiano per uso di studio. L'anno 1500 pervenne questa casa nei discendenti di Folco dei Portinari, e successivamente nella famiglia Pasqui. Di questa l'architetto Leopoldo (al quale serve di abitazione e di studio) ne ha eseguito la riduzione in moderna forma nell'anno 1838-43, aggregandovi diverse contigue casupole, ma con saggio consiglio ha conservato quanto potevasi della sua antica forma e struttura, e fra le altre cose la scala, gli archi, e i sodi che occupavano il piano terreno. In questa casa ebbe lo studio il pittore fiorentino Jacopo Chimenti, detto l'Empoli dal soprannome del padre, nato nel 1554 e morto nel 1640, e vi fu il cosiddetto Casino di Ciondoli ove nel secolo XVI si radunavano a crocchio i più spensierati e bizzarri uomini della città, i quali si divertivano in architettare a carico dei più semplici delle burle singolarissime ed anco sconvenienti". Forse, aggiungono bargellini-Guarnieri, fu proprio da questa specie di accademia burlesca del casino dei Ciondoli che nacquero le prime rificolone.
All'angolo su via Bufalini ebbe sede una rinomata bottega di un candelaio (fabbricante di candele), che è ricordata anche in alcune vedute d'epoca.

## Descrizione
I fronti della grande fabbrica documentano puntualmente quanto indicato da Federico Fantozzi, evidenziando al piano terreno sul lato di via Maurizio Bufalini (dove l'edificio si sviluppa per quattro assi) e sulla prima porzione di via dei Servi (corrispondente ai primi quattro assi), il paramento murario in bozze di pietra trecentesco (seppure con ampie integrazioni), scandito dalla successione dei fornici, oggi vetrine di un esercizio commerciale. Sempre su via Bufalini si intende bene come il palazzo trecentesco avesse qui una maggiore estensione dell'attuale, ampiamente compensata dalla nuova addizione degli anni trenta dell'Ottocento che invece portò la fabbrica ad estendersi fino a via del Castellaccio, dove si trova un ulteriore portone d'accesso. Tutta questa nuova porzione, corrispondente su via dei Servi a sette assi degli undici complessivi, presenta al piano terreno un finto bugnato che si sviluppa fino alla cornice marcadavanzale del primo piano, comprendendo un ammezzato, in modo da assicurare la continuità del disegno delle facciate ma distinguendosi per il diverso trattamento e i diversi materiali impiegati. Assolutamente uniformi si presentano invece i tre piani superiori, con l'estesa serie di finestre incorniciate e sormontate ai primi due da timpani triangolari che scandiscono la superficie intonacata.
Sul fronte di via dei Servi (sempre in ossequio a quanto ricordato da Fantozzi) sono due memorie a ricordare come in antico qui fossero state le botteghe di Jacopo Chimenti (lapide tra il 32r e il 34r) e di Benedetto da Maiano (tra il 44r e il 46r). A questi due artisti, secondo Augusto Garneri, si dovrebbe aggiungere Leonardo del Tasso, che ugualmente avrebbe avuto qui il suo laboratorio. Nelle vicinanze visse anche Masaccio nel 1425, come ricorda una targa posta in via dei Servi al numero civico 17, dove oggi si trova la sede della Corte dei Conti.
Sulla cantonata, dalla parte che guarda a via Bufalini, è un'edicola settecentesca con una bella pittura murale, databile attorno alla metà dell'Ottocento e raffigurante la Madonna con il Bambino, restaurata nel 1998 dalla ditta R.A.M. per interessamento della Cassa di Risparmio di Firenze.
Sopra al negozio col numero civico 32r, un ricordo del pittore Jacopo Chimenti detto l'Empoli:
| QUI FU LO STUDIO DEL DIPINTORE IACOPO CHIMENTI DETTO L'EMPOLI |

Poco più avanti, sullo stesso palazzo, sopra la vetrina al 44 rosso, un'altra lapide, legata allo scultore Benedetto da Maiano:
| DAL 1480 ______________ AL 1498. EBBE QUI BOTTEGA BENEDETTO DA MAIANO SCULTORE E ARCHITETTO CHE IMPRONTÒ NELLE OPERE CON VENUSTÀ DI STILE E DI FORME LE GRANDI IDEE DEL GENIO CREATORE |

## Bibliografia

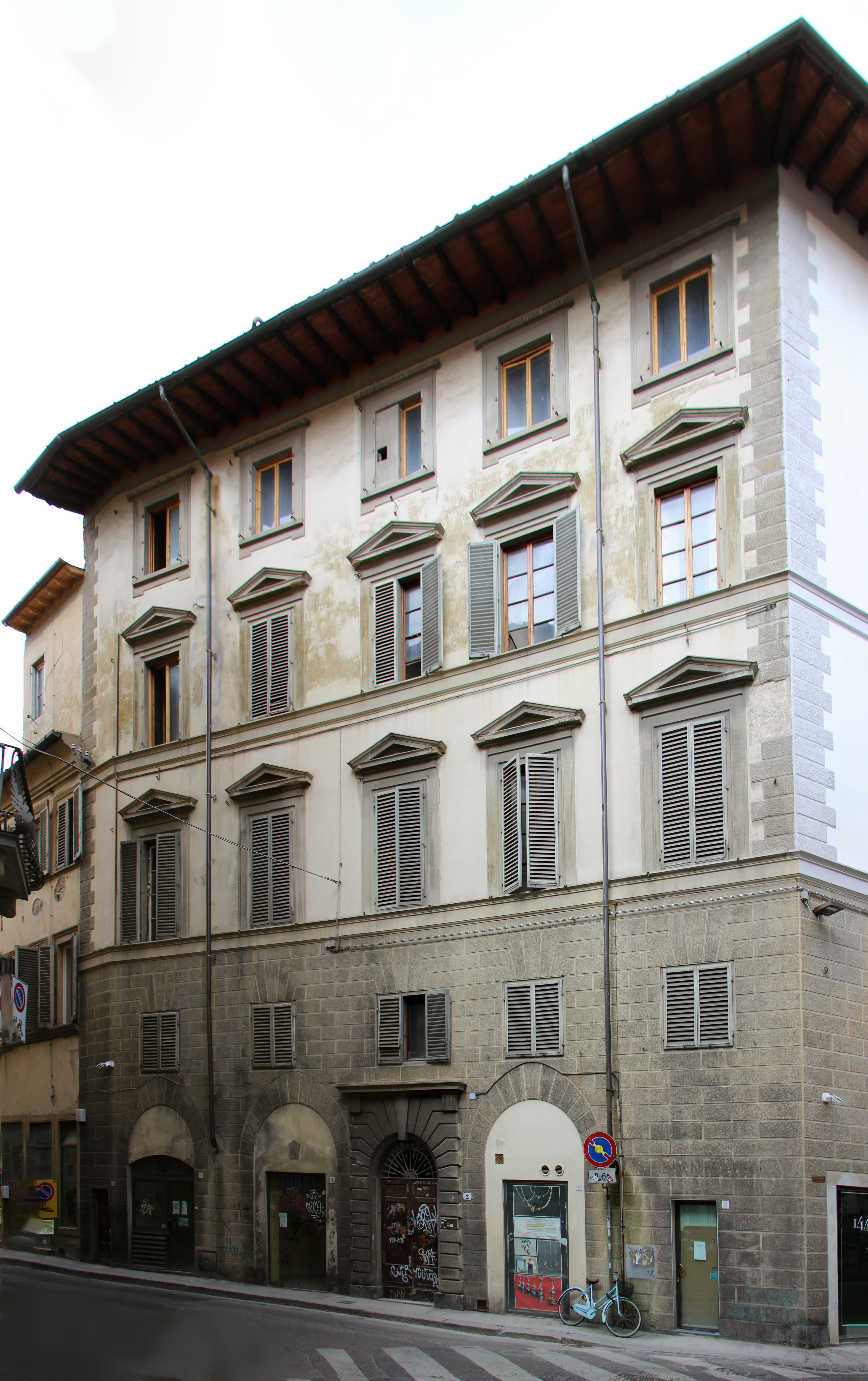
Veduta da via del Castellaccio